# Канали, Никола
Никола Канали (итал. Nicola Canali; 6 июня 1874, Риети, Королевство Италия — 3 августа 1961, Ватикан) — итальянский куриальный кардинал и ватиканский сановник. Председатель Папской комиссии по делам государства-града Ватикана с 20 марта 1939 по 3 августа 1961. Великий пенитенциарий с 15 октября 1941 по 3 августа 1961 года. Кардинал-дьякон с 16 декабря 1935, с титулярной диаконией Сан-Никола-ин-Карчере с 19 декабря 1935. Кардинал-протодьякон с 12 ноября 1946.
В 1949—1961 годах — Великий магистр ордена Святого Гроба Господнего Иерусалимского.